# Рипида
Рипида или рипидон (грч.  — „лепеза, махалица”) је церемонијални богослужећи реквизит у православној цркви којим се терају ситни инсекти са причасног хлеба и вина. Израђена је од лаког метала или дрвета у облику диска, квадрата, ромба, крста или звезде на дугој дршци. На њој је двострани приказ серафима са шест крила (хексаптеригон, грч. εξαπτέρυγον) или херувима који су око Господа Исуса Христа и који му служе. Раде се обично у пару.
У употреби је још од првог века наше ере па до данас. Литургијски служебници наводе да их два ђакона држе са обе стране часног престола и машу са њима, симболишући херувиме који лете око часних дарова. Поред тога, претходе часним даровима на великом входу, носе се на литијама, појединим моментима у архијерејској служби, као и у свим важнијим случајевима. Рипидама се осењује и гроб упокојеног архијереја. Када нису у употреби чувају се у апсиди цркве.
Рипиде у коптској, јерменској и још неким православним црквама по ободу имају мале металне обруче или звона која производе звук кији је химна анђела Богу. Аналога рипиди у западном хришћанству је флабелум.